# Alan Kelly
Alan Kelly, född 11 augusti 1968, är en irländsk-engelsk före detta professionell fotbollsmålvakt som spelade för fotbollsklubbarna Preston North End, Sheffield United, Blackburn Rovers, Stockport County och Birmingham City mellan 1985 och 2004. Han vann en engelsk ligacup. Kelly spelade också 34 landslagsmatcher för det irländska fotbollslandslaget mellan 1993 och 2002.
Han är son till Alan Kelly Sr. och yngre bror till Gary Kelly, båda var också fotbollsmålvakter och spelade för det irländska fotbollslandslaget under sina aktiva spelarkarriärer.